# Cyrtoptyx robustus
Cyrtoptyx robustus är en stekelart som först beskrevs av Masi 1907.  Cyrtoptyx robustus ingår i släktet Cyrtoptyx och familjen puppglanssteklar. Inga underarter finns listade i Catalogue of Life.